# فرا دیاولو (اپرا)
فِـرا دیاوُلو (فرانسوی: Fra Diavolo‎) یک اپرای کمدی سه پرده‌ای از آهنگساز فرانسوی دانیل اوبر است که لیبرتوی آن را اوژن اسکریب نوشته‌است. ماجرای این اپرا اقتباسی آزاد از زندگی «میکله پتزا» رهبر چریک‌های ایتری در جنوب ایتالیا است که با نام مستعار فِـرا دیاوُلو (به معنای «برادر شیطان») فعالیت می‌کرد.

## نقش‌ها
| نقش                              | نوع صدا       | بازیگران نخستین اجرای اپرا، ۲۸ ژانویهٔ ۱۸۳۰ (رهبر ارکستر: نامعلوم) |
| -------------------------------- | ------------- | ----------------------------------------------------------------- |
| فِـرا دیاوُلو، یک یاغی             | تنور          | ژان-بپتیست شوله                                                   |
| زرلینه، دختر ماتئو               | سوپرانو       | ژونوویو-ایمه-زوئی پروو                                            |
| لرد کاک‌برن، یک سیاح انگلیسی      | باریتون       | فِـرِیول                                                            |
| لیدی پاملا، همسر او              | متزوسوپرانو   | بولانژه                                                           |
| لورنتسو، یک افسر در گروه نگهبانی | تنور          | مورو-سینتی                                                        |
| جاکومو، همدست فِـرا دیاوُلو        | باس           | فارگوی                                                            |
| بپو، همدست فِـرا دیاوُلو           | تنور          | بلنی                                                              |
| ماتئو، صاحب مسافرخانه            | باس           | فرانسوا-لویی آنری                                                 |
| یک دهقان                         | تنور          |                                                                   |
| یک سرباز                         | تنور          |                                                                   |
| فرانچسکو، ثروتمندترین مرد منطقه  | بی‌کلام        |                                                                   |
| ژان-ژاک، خدمتکار لُرد کاک‌برن      | بی‌کلام یا کُـر |                                                                   |
| جان، خدمتکار ماتئو               | بی‌کلام یا کُـر |                                                                   |